# Nipponaphodius gotoi
Nipponaphodius gotoi är en skalbaggsart som beskrevs av Shuhei Nomura och Takeshiko Nakane 1951. Nipponaphodius gotoi ingår i släktet Nipponaphodius och familjen Aphodiidae. Inga underarter finns listade i Catalogue of Life.